# Saga de Finnboga ramma
La Saga de Finnboga ramma o Finnboga sögu hins ramma (es decir Saga de Finnbogi el Forzudo) es una de las sagas islandesas. Cuenta la vida de Finnbogi sterki Ásbjörnsson (n. 972), sobrino de Þorgeir Ljósvetningagoði. La historia se desarrolla en Flatey al norte de la bahía de Skjálfandi en la zona norte de Islandia, así como en Noruega. La saga se compuso hacia el siglo XIV. El perfil de Finnbogi es parecido a Þórðr de Saga Þórðar hreðu por su afición a los enfrentamientos y actos intrépidos, defendiéndose sin problemas contra fuerzas superiores. La saga tiene vínculos con la saga Vatnsdœla y cuenta las relaciones entre Finnbogi y su pariente Bergr el Valiente y su enemigos, los hijos de Ingimundur Þorsteinsson. 
Cada saga favorece a sus propios héroes, y las inconsistencias significativas entre los dos relatos se atribuyen a la influencia de la tradición oral.  

## Traducciones
- Die Geschichte von Finnbogi dem Starken. Übersetzt von Frank Fischer. En: Fünf Geschichten aus dem westlichen Nordland übersetzt von Frank Fischer, und Walther Heinrich Vogt. Neuausgabe mit einem Nachwort von Helmut Voigt. Düsseldorf: E. Diederichs, 1964. (Sammlung Thule: altnordische Dichtung und Prosa. Band Nr. 10). Páginas 127-205.
- Finnboge rammes saga. Åke Ohlmarks. En: De isländska sagorna. I tolkning, med skaldevers och kommentar av Åke Ohlmarks. Fjärde bandet. Stockholm: Steinviks bokförlag, 1964. S. 421-475.
- Soga um Finnboge den ramme. Overs. af Aslak Tonna. In: Islandske sogor - Fljotsdøla og Finnboge den ramme. Från gamalnorsk av Aslak Tonna. Ny gjenomset utg. Oslo: Norsk barneblads forlag, 1943. Páginas 69-120.
- The saga of Finnbogi the Strong. Translated by W. Bryant Bachman, Jr., and Guðmundur Erlingsson. Lanham: University Press of America, 1990.
- The Saga of Finnbogi the Mighty. Translated by John Kennedy. En: Viðar Hreinsson (General Editor), The Complete Sagas of Icelanders including 49 Tales. Volume III. Reykjavík: Leifur Eiríksson Publishing, 1997. Páginas 221-270. ISBN 9979-9293-3-2